# Copiocera boliviana
Copiocera boliviana är en insektsart som beskrevs av Bruner, L. 1920. Copiocera boliviana ingår i släktet Copiocera och familjen gräshoppor. Inga underarter finns listade i Catalogue of Life.